# DeSoto Adventurer
DeSoto Adventurer är en bil producerad av Chrysler Corporation och såld under märket DeSoto åren 1956–1960. Namnet "Adventurer" var från början en fyrsitsig högprestandasportbil, men ändrades för att vara DeSotos speciella högprestandafordon.

## 1956
Adventurer var ursprungligen marknadsförd som en tvådörrars hardtop, och fanns bara vit, svart eller guldfärgad. Den första bilen kom med Chryslers high output V8 och dubbelt avgassystem. Totalt 996 bilar såldes under det första året.
Specifikationer:
- Hjulbas: 3200 mm (126 tum)
- Längd: 5611 mm (220,9 tum)
- Bredd: 2004 mm (78,9 tum)
- Höjd: 1532 mm (60,3 tum)
- Ben utrymme fram: 1161 mm (45,7 tum)
- Växellåda: PowerFlite automatic

## 1957
1957 kom en cabrioletversion, och färgvalen var fortfarande begränsade till svart, vit eller guld. Bilen debuterade 1956, och liksom 1956 drevs 1957 års Adventurer av samma high output V8, som nu var fyra kubiktum större. Effekten var 345 hk (257 kW). 1 950 bilar producerades av 1957 års modell.

## 1958
1958 års Adventurer var en uppdatering av helt ny design som bilarna fick 1957. Bilen fick en ny grill och dubbla strålkastare. Bilen debuterade på Chicago Auto Show i januari 1958. DeSoto erbjöd bränsleinsprutning (framställd av Bendix Corporation). Denna modell producerades bara i 432 exemplar, mest på grund av 1958 års lågkonjunktur.

## 1959
Adventurer hade återigen begränsat färgval och kom med de mest vanliga inslagen i alla DeSoto bilar. Återigen var bilen driven av 383 V8:an, trimmad till 350 hk (260 kW). 687 bilar tillverkades av 1959 års modell.

## 1960
Under sitt sista år förlorade Adventurer cabrioletversionen men fick en fyradörrars hardtopmodell. 1960 års modell gjordes i 11 597 exemplar.
DeSoto var omgiven av rykten som sade att Chrysler skulle lägga ner märket DeSoto, och kunderna köpte andra märken istället.
År 1960 slutade DeSoto att tillverka bilar.